# Cattleya kautskyana
Cattleya kautskyana é uma espécie de planta do gênero Cattleya e da família Orchidaceae. Cattleya kautskyiana pertence a Cattleya série Parviflorae, no complexo de espécies relacionadas a Cattleya cinnabarina.  É a espécie de maior porte no grupo, ao mesmo tempo sendo bastante similar a C. cinnabarina, porém com um porte maior e ocupando habitats similares na região serrana do Espírito Santo enquanto C. cinnabarina ocupa esses habitats na região serrana do Rio, que é disjunta. Essa espécie pode apresentar pseudobulbos muito altos (até 55cm) e haste floral até 105cm, maior que todas do complexo. A única espécie de porte bastante alto e similar seria Cattleya angereri, que é menor. A floração parece pouco marcada, com o material tipo tendo sido descrito com flor em junho, mas relatos de floração em cultivo em março, agosto, setembro, novembro e abril.

## Taxonomia
A espécie foi descrita em 2008 por Cássio van den Berg.
Os seguintes sinônimos já foram catalogados:  
- Hoffmannseggella kautskyana  V.P.Castro & Chiron
- Sophronitis kautskyana  (V.P.Castro & Chiron) Baptista

## Forma de vida
É uma espécie rupícola e herbácea.

## Descrição
Esta espécie e C. angereri são as duas de maior porte no complexo de espécies de C. cinnabarina, sendo ainda maior que C. angereri. São facilmente diferenciadas nas partes florais, já que C. kaustkyana tem o labelo com as partes mais terminais laranja e base mais amarelada com veias laranja (cores muito similares a C. cinnabarina). Já C. angereri se destaca por ter uma mancha arroxeada muito marcada no interior do labelo, na base de todas as partes, que também ocorre em C. mirandae porém com menos intensidade e mais difusa.
| Caule                                                | Caule                                                         |
| ---------------------------------------------------- | ------------------------------------------------------------- |
| planta                                               | cespitosa                                                     |
| número de entrenó do rizoma                          | desconhecido                                                  |
| Folha                                                |                                                               |
| número                                               | 1                                                             |
| forma                                                | linear lanceolada                                             |
| Inflorescência                                       |                                                               |
| inflorescência em pseudobulbo diferenciado sem folha | não                                                           |
| bráctea espataceo                                    | simples                                                       |
| número de flores                                     | 7/8/9/10/mais de 10                                           |
| Flor                                                 |                                                               |
| cor das pétalas e sépalas                            | laranja                                                       |
| forma do labelo                                      | trilobado                                                     |
| cor do lobo mediano do labelo                        | laranja/com a base amarela                                    |
| cor dos lobos laterais do labelo                     | laranja/com a base amarela/com veia purpúrea/com veia laranja |

## Conservação
A espécie faz parte da Lista Vermelha das espécies ameaçadas do estado do Espírito Santo, no sudeste do Brasil. A lista foi publicada em 13 de junho de 2005 por intermédio do decreto estadual nº 1.499-R.

## Distribuição
A espécie é encontrada no estado brasileiro do Espírito Santo.
A espécie é encontrada no domínio fitogeográfico de Mata Atlântica, em regiões com vegetação de vegetação sobre afloramentos rochosos.